# La Remise à Jorelle (tramway d'Île-de-France)
Pour les articles homonymes, voir Remise.
La Remise à Jorelle est une gare ferroviaire française de la ligne de Bondy à Aulnay-sous-Bois (dite ligne des Coquetiers), située à La Mare à la Veuve-La Remise à Jorelle, quartier de la ville de Bondy, dans le département de la Seine-Saint-Denis, en région Île-de-France. Elle permet la desserte d'un nouvel ensemble urbain, construit à l'emplacement des anciennes usines Simca de Bondy.
Elle est mise en service en 2006, par la Société nationale des chemins de fer français (SNCF).
C'est une halte voyageurs (dite station), desservie par des tram-trains de la ligne 4 du tramway d'Île-de-France.

## Situation ferroviaire
Établie à environ 55 mètres d'altitude, la gare de « La Remise à Jorelle » est située au point kilométrique (PK) 0,697 de la ligne de Bondy à Aulnay-sous-Bois (dite ligne des Coquetiers ; devenue, après adaptation, la ligne 4 du tramway d'Île-de-France), entre la gare de Bondy et la station des Coquetiers.

## Histoire
Le projet de modernisation de la ligne de Bondy à Aulnay-sous-Bois (dite ligne des Coquetiers) aboutit à la réalisation d'un « Tram-train d'Aulnay à Bondy », premier de ce type en France. L'un des objectifs du projet était d'assurer une meilleure desserte, ce qui conduisit au choix d'ajouter trois stations, dont « La Remise à Jorelle », aux huit anciennes gares de la ligne. Cet arrêt qui n'était pas prévu a fait l'objet de négociations entre les promoteurs de l'opération Tram-Train et les élus de la commune qui avaient besoin de cette création « argument de vente, d'achat et de revente » pour la ZAC dite de La Remise à Jorelle.
La nouvelle station de « La Remise à Jorelle » est mise en service par la Société nationale des chemins de fer français (SNCF) lors de l'inauguration du tram-train 01 le 18 novembre 2006. Lors de l'inauguration, la rame s'arrête à La Remise à Jorelle en présence notamment de Gilbert Roger, maire de Bondy.
La station est séparée des habitations par un talus anti-bruit. Celui-ci est interrompu par un ouvrage en maçonnerie doté d'une porte vitrée qui permet d'accéder de plain-pied aux installations ferroviaires.
En 2014, selon les estimations de la SNCF, la fréquentation annuelle de la gare est de 750 600 voyageurs.

## Service des voyageurs

### Accueil
Halte ou station SNCF, c'est un point d'arrêt non géré (PANG) à accès libre. Elle dispose de deux quais, de 75 mètres de long chacun, pour desservir les voies V1TT et V2TT. Elle est équipée d'abris sur chacun des quais et d'automates pour l'achat et le compostage de titres de transport. C'est une station accessible « en toute autonomie » par les personnes en fauteuil roulant.

### Desserte
La station de La Remise à Jorelle est desservie par des tram-trains de la relation Bondy - Aulnay-sous-Bois (ligne T4) à raison d'un tram-train toutes les 6, 9 ou 15 minutes suivant les horaires.

### Intermodalité
Les accès sont optimisés pour les déplacements doux et principalement les piétons. Elle est desservie par la ligne TUB (Transport urbain bondynois) du réseau de bus RATP.